# Suhopolje
Suhopolje es un municipio de Croacia en el condado de Virovitica-Podravina.

## Geografía
Se encuentra a una altitud de 115 m s. n. m. a 158 km de la capital nacional, Zagreb.

## Demografía
En el censo 2011 el total de población del municipio fue de 6683 habitantes, distribuidos en las siguientes localidades:
- Borova - 710
- Budanica - 107
- Cabuna - 787
- Dvorska - 15
- Gaćište - 221
- Gvozdanska - 34
- Jugovo Polje - 319
- Levinovac - 188
- Mala Trapinska - 62
- Naudovac - 146
- Orešac - 389
- Pčelić - 407
- Pepelana - 116
- Pivnica Slavonska - 53
- Rodin Potok - 56
- Sovjak - 13
- Suhopolje - 2 696
- Trnava Cabunska - 42
- Velika Trapinska - 25
- Zvonimirovo - 112
- Žiroslavlje - 74
- Žubrica - 111

| Gráfica de población de Suhopolje 1857-2011                         |
|                                                                     |
| Según los censos de población de la oficina estadística de Croacia. |